# Gordonibacter pamelaeae
Gordonibacter pamelaeae es una bacteria grampositiva del género Gordonibacter. Fue descrita en el año 2009, es la especie tipo. Su etimología hace referencia a la profesora Pamela Lee Oxley. Es anaerobia estricta e inmóvil. Tiene un tamaño de 0,5-0,6 μm de ancho por 0,8-1,2 μm de largo. Forma colonias blancas y traslúcidas en agar Schaedler y BHI tras 48-72 horas de incubación. Temperatura de crecimiento óptima de 37 °C. Catalasa positiva. Tiene un contenido de G+C de 66,4%. Se ha aislado del colon de un paciente con enfermedad de Crohn en Alemania. Se ha detectado un caso de bacteriemia por esta especie en Hong Kong.